# Terra Roxa (Paraná)
Terra Roxa è un comune del Brasile nello Stato del Paraná, parte della mesoregione dell'Oeste Paranaense e della microregione di Toledo.